# Pán Péter (film, 2003)
A Pán Péter (eredeti cím: Peter Pan) 2003-ban bemutatott egész estés amerikai–brit–ausztrál film, amely az 1953-ban bemutatott azonos című rajzfilmnek a valós díszletekkel készült élőszereplős filmváltozata, 3D-s számítógépes animációval ötvözve. A forgatókönyvet Michael Goldenberg, P. J. Hogan és Marianella Jimenez írta, a filmet P. J. Hogan rendezte, a zenéjét James Newton Howard szerezte, a producere Lucy Fisher, Patrick McCormick és Douglas Wick volt. A Revolution Studios készítette, az Universal Pictures és a Columbia Pictures forgalmazta.
Amerikában 2003. december 25-én, Magyarországon 2004. február 12-én mutatták be a mozikban.

## Cselekmény
Wendy két öccsének, Johnnak és Michaelnek mesél Sohaországról és Pán Péter kalandjairól. Péter mindig meghallgatja Wendy meséit, és egyik nap hűséges tündére, Csingiling segítségével elviszi a három gyereket Sohaországba, ahol többször is megküzdenek Hook kapitánnyal és bandájával. Wendy és Péter egymásba szeretnek, viszont az érzelmeik nagy fordulatokat tartogatnak a végén...

## Szereplők
| Szereplő                    | Színész / Eredeti hang | Magyar hang      |
| --------------------------- | ---------------------- | ---------------- |
| Mesélő                      | Saffron Burrows        | Ráckevei Anna    |
| Mr. Darling / Hook kapitány | Jason Isaacs           | Szakácsi Sándor  |
| Pán Péter                   | Jeremy Sumpter         | Gacsal Ádám      |
| Wendy Darling               | Rachel Hurd-Wood       | Czető Zsanett    |
| Millicent néni              | Lynn Redgrave          | Borbás Gabi      |
| Smee                        | Richard Briers         | Bodrogi Gyula    |
| Mrs. Darling                | Olivia Williams        | Györgyi Anna     |
| Sir Edward Quiller Couch    | Geoffrey Palmer        | Izsóf Vilmos     |
| John Darling                | Harry Newell           | Jelinek Márk     |
| Michael Darling             | Freddie Popplewell     | Morvay Gábor     |
| Tink                        | Ludivine Sagnier       | Németh Borbála   |
| Slightly                    | Theodore Chester       | Heisz Krisztián  |
| Tootles                     | Rupert Simonian        | Baráth István    |
| Curly                       | George MacKay          | Ungvári Gergely  |
| Nibs                        | Harry Eden             | Baradlay Viktor  |
| Iker                        | Patrick Gooch          | Czető Ádám       |
| Iker                        | Lachlan Gooch          | Morvay Bence     |
| Tigris Lily                 | Carsen Gray            | Csuha Bori       |
| Lady Quiller Couch          | Maggie Dence           |                  |
| Miss Fulsom                 | Kerry Walker           | Illyés Mari      |
| Hírnökfiú                   | Mathew Waters          | Stukovszky Tamás |
| Skylights                   | Alan Cinis             | Konrád Antal     |
| Starkey                     | Frank Whitten          | Palóczy Frigyes  |
| Cookson                     | Bruce Spence           | ?                |
| Alf Mason                   | Daniel Wyllie          | ?                |
| Albino                      | Brian Carbee           | ?                |
| Óriás kalóz                 | Don Battee             | ?                |
| Alsation Fogarty            | Frank Gallacher        | ?                |
| Noodler                     | Septimus Caton         | ?                |
| Bill Jukes                  | Jacob Tomuri           | ?                |
| Quang Lee                   | Venant Wong            | ?                |
| Bollard                     | Phil Meacham           | ?                |
| Mullins                     | Darren Mitchell        | ?                |
| Cecco                       | Michael Roughan        | ?                |
| Tündérvezető                | Bill Kerr              | ?                |
| Bankigazgató                | Bruce Myles            | ?                |
| Gyógyszeres asszony         | Janet Strauss          | ?                |
| Tündérvőlegény              | Sam Morely             | ?                |
| Tündérmenyasszony           | Brendan Shambrook      | ?                |
| Nana                        | Rebel Rebel            | ?                |
| Papagáj (hang)              | ?                      | Kassai Károly    |

További magyar hangok: Bácskai János, Lázár Sándor